# Anna-Lisa Eriksson
Anna-Lisa Eriksson (* 21. Januar 1928 in Selånger; † 26. Mai 2012 in Härnösand) war eine schwedische Skilangläuferin.

## Werdegang
Eriksson, die für den Selångers SK startete, gewann bei den nordischen Skiweltmeisterschaften 1954 in Falun die Bronzemedaille mit der Staffel. Von 1954 bis 1956 wurde sie dreimal in Folge schwedische Meisterin mit der Staffel von Selångers SK. 1955 und 1956 kam sie bei den Svenska Skidspelen jeweils auf den zweiten Platz im 10-km-Lauf. Bei den Olympischen Winterspielen 1956 in Cortina d’Ampezzo holte sie Bronze mit der Staffel. Zudem belegte sie den 13. Platz über 10 km. Im folgenden Jahr gewann sie den 10-km-Lauf beim Holmenkollen Skifestival und erreichte bei den Lahti Ski Games mit den achten Platz über 10 km ihr bestes Ergebnis bei diesem Wettbewerb. Bei den nordischen Skiweltmeisterschaften 1958 in Lahti errang sie den 20. Platz über 10 km.